# Glamorgan Spring Bay Council

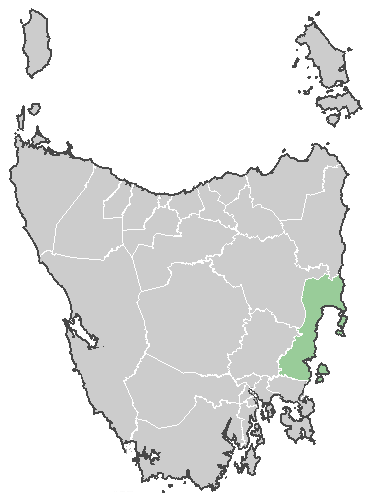
Gmina Glamorgan Spring Bay na mapie Tasmanii

Glamorgan-Spring Bay Council – obszar samorządu lokalnego (ang. local government area) położony w południowo-wschodniej części Tasmanii (Australia). Siedziba rady samorządu zlokalizowana jest w mieście Swansea, inne większe miejscowości położone na terenie samorządu to: Orford, Triabunna i Coles Bay. Część samorządu zlokalizowana jest na wyspie Maria oraz na Półwyspie Freycinet.
Według danych z 2009 roku, obszar ten zamieszkuje 4500 osób. Powierzchnia samorządu wynosi 2522 km².
W celu identyfikacji samorządu Australian Bureau of Statistics wprowadziło czterocyfrowy kod dla gminy Glamorgan Spring Bay – 2410.